# Nogent-le-Roi

Nogent-le-Roi este o comună în departamentul Eure-et-Loir, Franța. În 1 ianuarie 2022 avea o populație de 4.023 de locuitori.